# ینی‌محله (متروی استانبول)
ینی‌محله (انگلیسی: Yenimahalle) یکی از ایستگاه‌های خط ام۳ متروی استانبول است.
این ایستگاه که در منطقه باغچیلار قرار دارد در سال ۲۰۱۳ تأسیس شده‌است.